# Harrison Barnes
Harrison Bryce Jordan Barnes (* 30. Mai 1992 in Ames, Iowa) ist ein US-amerikanischer Basketballspieler, der seit 2024 bei den San Antonio Spurs in der NBA unter Vertrag steht; davor spielte er für die Golden State Warriors, Dallas Mavericks und Sacramento Kings. 2015 wurde Barnes NBA-Meister. Bei einer Größe von 2,03 Metern kommt er auf beiden Forward-Positionen zum Einsatz.

## Karriere

### Schulzeit
In seiner Sophomore-Saison an der Ames High School führte er diese zum Titel der Iowa State Conference, indem er im Schnitt 24 Punkte und acht Rebounds erzielte. In dieser Saison hatte seine Mannschaft nicht eine Niederlage hinnehmen müssen und eine Bilanz von 26:0 Siege erreicht. Im nächsten Jahr gewann die Schulmannschaft den zweiten Conference-Meistertitel. Am Ende seiner Schulzeit war er mit 1.787 Punkten der beste Korbschütze in der Geschichte der Ames High School.

### NCAA
Die namhaften Hochschulen Duke University, Iowa State University, University of Kansas, University of North Carolina at Chapel Hill, Oklahoma State University und UCLA waren an Barnes interessiert. Am Ende entschied er sich für die University of North Carolina at Chapel Hill.

### NBA

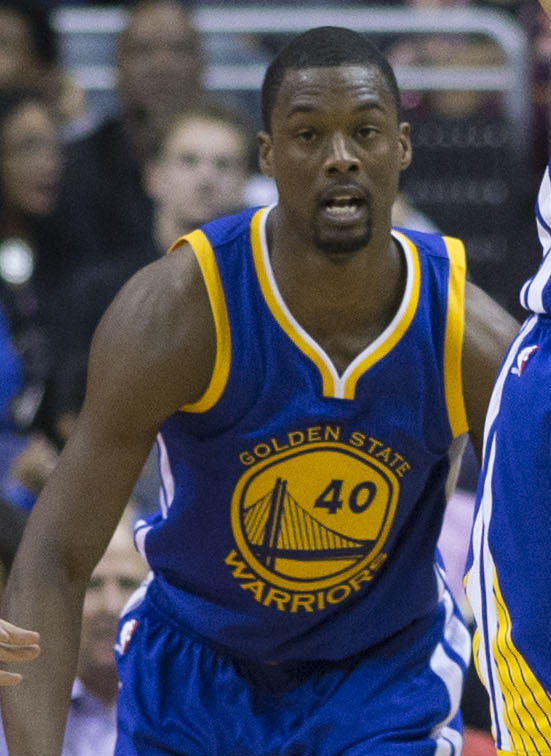
Barnes bei den Golden State Warriors

Am 29. März 2012 gab er seine Anmeldung für das NBA-Draftverfahren 2012 bekannt. Er stellte sich bei den Cleveland Cavaliers, Toronto Raptors, Charlotte Bobcats und Washington Wizards in Probetrainingseinheiten vor. Im Draftverfahren wurde Barnes an siebter Stelle von den Golden State Warriors ausgewählt. In Oakland kam er in eine Mannschaft um Stephen Curry und Klay Thompson, die bis dahin jedoch nur bedingt erfolgreich spielte. Barnes stand in seiner Rookie-Saison in allen 81 Spielen in der Anfangsaufstellung und erzielte 9,2 Punkte und 4,1 Rebounds pro Begegnung. Nach der Verpflichtung von Andre Iguodala rückte er auf die Bank. Seine Statistiken blieben jedoch nahezu unverändert. Ab seiner dritten Saison stand er wieder regelmäßig von Spielbeginn an auf dem Feld und gewann mit den Kaliforniern in der Saison 2014/15 den NBA-Meistertitel. Im Jahr darauf erzielte Barnes im Durchschnitt 11,7 Punkte und erreichte erneut mit den Warriors das NBA-Finale. Dort unterlag man nach einer 3:1-Führung am Ende den Cleveland Cavaliers.
Nach Ablauf seines Vertrages bei den Warriors wurde Barnes vereinslos. Die Golden State Warriors besaßen deshalb die Möglichkeit, mit jedem für Barnes eintreffenden Vertragsangebot gleichzuziehen. Barnes unterschrieb einen höchstmöglich dotierten Vertrag von 94 Millionen US-Dollar für vier Jahre bei den Dallas Mavericks. Durch die Verpflichtung Kevin Durants verzichteten die Warriors darauf, mit dem Angebot gleichzuziehen und der Weg für den Wechsel Barnes’ war frei.
Den höchsten Punkteschnitt seiner Dallas-Zeit erzielte er in der Saison 2016/17, als er in 79 Einsätzen 19,2 Zähler pro Partie verbuchte. Im Februar 2019 wechselte Barnes im Rahmen eines Tauschgeschäfts zu den Sacramento Kings, die im Gegenzug Zach Randolph sowie Justin Jackson abgaben. Bis zum Verlassen Sacramentos bestritt Barnes ohne Unterbrechung 222 NBA-Spiele, in denen er ausnahmslos in der Anfangsaufstellung stand.
Im Juli 2024 gaben die San Antonio Spurs Barnes’ Verpflichtung bekannt.

### Nationalmannschaft
Bei den Olympischen Spielen in Rio de Janeiro gewann er mit der US-Auswahl die Goldmedaille.

## Sonstiges
Barnes war Produzent des Kurzfilms „Die Leinwand“.

## Karriere-Statistiken
| Legende | Legende                                        | Legende | Legende                                                     | Legende | Legende                                          |
| ------- | ---------------------------------------------- | ------- | ----------------------------------------------------------- | ------- | ------------------------------------------------ |
| GP      | Absolvierte Spiele (Games played)              | GS      | Spiele von Beginn an (Games started)                        | MPG     | Absolvierte Minuten pro Spiel (Minutes per game) |
| FG %    | Wurfquote aus dem Feld (Field-goal percentage) | 3P %    | Wurfquote Drei-Punkte-Würfe (3-point field-goal percentage) | FT %    | Freiwurfquote (Free-throw percentage)            |
| RPG     | Rebounds pro Spiel (Rebounds per game)         | APG     | Assists pro Spiel (Assists per game)                        | SPG     | Steals pro Spiel (Steals per game)               |
| BPG     | Blocks pro Spiel (Blocks per game)             | PPG     | Punkte pro Spiel (Points per game)                          | FETT    | Karriere-Bestmarke                               |

### NBA

#### Hauptrunde
| Saison  | Team         | GP  | GS  | MPG  | FG % | 3P % | FT % | RPG | APG | SPG | BPG | PPG  |
| ------- | ------------ | --- | --- | ---- | ---- | ---- | ---- | --- | --- | --- | --- | ---- |
| 2012–13 | Golden State | 81  | 81  | 25.4 | .439 | .359 | .758 | 4.1 | 1.2 | 0.6 | 0.2 | 9.2  |
| 2013–14 | Golden State | 78  | 24  | 28.3 | .399 | .347 | .718 | 4.0 | 1.5 | 0.8 | 0.3 | 9.5  |
| 2014–15 | Golden State | 82  | 82  | 28.3 | .482 | .405 | .720 | 5.5 | 1.4 | 0.7 | 0.2 | 10.1 |
| 2015–16 | Golden State | 66  | 59  | 30.9 | .466 | .383 | .761 | 4.9 | 1.8 | 0.6 | 0.2 | 11.7 |
| 2016–17 | Dallas       | 79  | 79  | 35.5 | .468 | .351 | .861 | 5.0 | 1.5 | 0.8 | 0.2 | 19.2 |
| 2017–18 | Dallas       | 77  | 77  | 34.2 | .445 | .357 | .827 | 6.1 | 2.0 | 0.6 | 0.2 | 18.9 |
| 2018–19 | Dallas       | 49  | 49  | 32.3 | .404 | .389 | .833 | 4.2 | 1.3 | 0.7 | 0.2 | 17.7 |
| 2018–19 | Sacramento   | 28  | 28  | 33.9 | .455 | .408 | .800 | 5.5 | 1.9 | 0.6 | 0.1 | 14.3 |
| 2019–20 | Sacramento   | 72  | 72  | 34.5 | .460 | .381 | .801 | 4.9 | 2.2 | 0.6 | 0.2 | 14.5 |
| 2020–21 | Sacramento   | 58  | 58  | 36.2 | .497 | .391 | .830 | 6.6 | 3.5 | 0.7 | 0.2 | 16.1 |
| 2021–22 | Sacramento   | 77  | 77  | 33.6 | .469 | .394 | .826 | 5.6 | 2.4 | 0.7 | 0.2 | 16.4 |
| 2022–23 | Sacramento   | 82  | 82  | 32.5 | .473 | .374 | .847 | 4.5 | 1.6 | 0.7 | 0.1 | 15.0 |
| Gesamt  | Gesamt       | 829 | 768 | 31.9 | .455 | .378 | .811 | 5.0 | 1.8 | 0.7 | 0.2 | 14.2 |

#### Playoffs
| Saison  | Team         | GP | GS | MPG  | FG % | 3P % | FT % | RPG | APG | SPG | BPG | PPG  |
| ------- | ------------ | -- | -- | ---- | ---- | ---- | ---- | --- | --- | --- | --- | ---- |
| 2012–13 | Golden State | 12 | 12 | 38.4 | .444 | .365 | .857 | 6.4 | 1.3 | 0.6 | 0.4 | 16.1 |
| 2013–14 | Golden State | 7  | 0  | 22.3 | .396 | .381 | .563 | 4.0 | 1.1 | 0.1 | 0.4 | 7.9  |
| 2014–15 | Golden State | 21 | 21 | 32.4 | .440 | .355 | .735 | 5.2 | 1.5 | 0.8 | 0.5 | 10.6 |
| 2015–16 | Golden State | 24 | 23 | 31.0 | .385 | .342 | .765 | 4.7 | 1.3 | 0.7 | 0.2 | 9.0  |
| 2022–23 | Sacramento   | 3  | 3  | 35.0 | .471 | .286 | .636 | 4.7 | 1.0 | 2.0 | 0.0 | 14.3 |
| Gesamt  | Gesamt       | 67 | 59 | 32.0 | .422 | .351 | .746 | 5.1 | 1.3 | 0.7 | 0.3 | 10.9 |